# Nemrik

Localisation de Nemrik et des principaux sites du Néolithique précéramique de Mésopotamie et des monts Zagros.

Nemrik est un site archéologique du début du Néolithique, situé dans le gouvernorat de Dohouk, au Kurdistan irakien, dans le nord de l'Irak. Le site a été occupé d'environ 8500 à 6400 av. J.-C., durant le Néolithique précéramique. Il est considéré comme d'une importance majeure pour la recherche sur les structures villageoises du Néolithique précéramique dans cette région.

## Présentation
Le site a été fouillé de 1985 à 1989 par Stefan Karol Kozlowski et Karol Szymczak, de l'Université de Varsovie, dans le cadre du projet de sauvetage du barrage de Mossoul. Il couvre une superficie d'environ 1,8 hectare, sur une terrasse du Tigre, près des montagnes kurdes, à une altitude de 345 mètres. Le site était bien situé, entre des terrains de steppe herbeuse et de forêt.

## Habitat
De nombreux bâtiments de forme ronde ont été trouvés avec des vestiges de cours collectives. Les bâtiments présentaient des trous de poteaux et des bancs, avec des murs faits de briques de terre crue et recouverts d'argile.

## Artéfacts
Les outils de pierre trouvés sur le site incluent des pilons, mortiers, meules, des broyeurs, des haches et des pierres à polir. Quelques rares exemplaires en pierre taillée ont été découverts, dont une pièce en marbre. Certains ornements décoratifs ont également été trouvés, y compris des perles, des pendentifs, des coquilles et des ornements en os. On a découvert quelques objets d'art en pierre et en argile, ayant la forme de têtes et d'animaux, dont une série de seize têtes d'oiseaux.

## Mode de subsistance
Les habitants de Nemrik étaient des agriculteurs qui consommaient avant tout des céréales. Des restes d'autres plantes, comme la vesce amère, pois et lentilles, ont été trouvés sur le site par Mark Nesbitt, bien que leur domestication n'ait pu être déterminée.
L'analyse des ossements animaux a été réalisée par A. Lasota-Moskalewska et a mis en évidence relativement peu de restes de moutons domestiques, chèvres, porcs et bovins. D'autres ossements trouvés comprenaient diverses antilopes, le chacal, le cerf, le sanglier, le blaireau, et le cheval. Quelques coquilles d'escargots ont été trouvées qui ont été également considérées comme une source de nourriture. Il y avait aussi des vestiges de panthère et de buffle indien.

## Sépultures
Les sépultures ont livré les restes d'au moins 96 personnes inhumées sur le site. Aux phases les plus anciennes elles sont enterrées sous les maisons, apparemment après que leur cadavre ait fait l'objet d'une exposition, car les ossements de plusieurs individus sont souvent mélangés. Puis, dans la seconde période d'occupation du site, à partir de 6900 av. J.-C., les adultes sont enterrés dans des sépultures individuelles groupées dans un cimetière situé en marge du village, apparemment sans avoir été exposés.
Les ossements ont pu être analysés. Parmi les pathologies dentaires, les caries sont rares, mais l'hypoplasie linéaire de l'émail est courante. Il n'y a pas de traces de violences interpersonnelles ou de traumatismes liés à la chasse (à la différence du cimetière plus ancien de Shanidar B2), les déformations des os provenant plutôt d'inflammations liées à des infections. Ces squelettes sont plutôt robustes, témoignant d'une activité physique importante.